# Соза, Клаудиу Роберту
Клаудиу Роберту Соза (порт.-браз. Cláudio Roberto Souza; род. 14 октября 1973, Терезина) — бразильский легкоатлет, специалист по бегу на короткие дистанции. Выступал за сборную Бразилии по лёгкой атлетике в 1992—2008 годах, обладатель серебряной медали летних Олимпийских игр в Сиднее, серебряный призёр чемпионата мира, победитель Панамериканских игр, чемпион Южной Америки, победитель и призёр ряда крупных стартов международного значения.

## Биография
Клаудиу Роберту Соза родился 14 октября 1973 года в муниципалитете Терезина, штат Пиауи.
В 1992 году вошёл в состав бразильской сборной и был заявлен в беге на 100 метров на юниорское мировое первенство в Сеуле, однако в конечном счёте на старт здесь не вышел.
Будучи студентом, в 1997 году представлял Бразилию на Всемирной Универсиаде в Катании — в дисциплине 100 метров дошёл до полуфинала, в дисциплине 200 метров остановился на стадии четвертьфиналов, тогда как в эстафете 4 × 100 метров не смог пройти дальше предварительного квалификационного этапа.
В 1998 году на иберо-американском чемпионате в Лиссабоне финишировал шестым на 100-метровой дистанции.
В 1999 году бежал 200 метров и эстафету 4 × 100 метров на Всемирной Универсиаде в Пальме.
Благодаря череде успешных выступлений в 2000 году удостоился права защищать честь страны на летних Олимпийских играх в Сиднее — в дисциплине 100 метров остановился в четвертьфинале, в то время как в эстафете 4 × 100 метров вместе с соотечественниками Висенти ди Лимой, Эдсоном Рибейру, Андре да Силвой и Клаудинеем да Силвой завоевал серебряную медаль (участвовал только в предварительном квалификационном забеге).
В 2001 году на домашнем чемпионате Южной Америки в Манаусе выиграл серебряную медаль в беге на 100 метров и одержал победу в эстафете 4 × 100 метров. В тех же дисциплинах стартовал на чемпионате мира в Эдмонтоне. В 100-метровой дисциплине занял пятое место на Всемирной Универсиаде в Пекине.
В 2003 году в эстафете 4 × 100 метров победил на чемпионате Южной Америки в Баркисимето и на Панамериканских играх в Санто-Доминго (стартовал только на предварительном квалификационном этапе), завоевал серебряную награду на чемпионате мира в Париже.
В 2004 году отметился победой на международном турнире «Русская зима» в Москве, бежал 60 и 200 метров на чемпионате мира в помещении в Будапеште, выиграл эстафету 4 × 100 метров на иберо-американском чемпионате в Уэльве. Принимал участие в Олимпийских играх в Афинах — в программе 200 метров остановился на стадии четвертьфиналов, при этом в эстафете 4 × 100 метров показал в финале восьмой результат.
В 2005 году бежал 100 метров и эстафету 4 × 100 метров на чемпионате мира в Хельсинки, в обоих случаях не смог преодолеть предварительные квалификационные этапы.
Завершил спортивную карьеру по окончании сезона 2008 года.